# Slovenska vas (gmina Šentrupert)
Slovenska vas – wieś w Słowenii, w gminie Šentrupert. W 2018 roku liczyła 601 mieszkańców.